# Glasgow Walker
Glasgow Walker è un album del 2000 del cantautore scozzese John Martyn. È stato il suo primo album ad essere scritto su una tastiera piuttosto che su una chitarra, su suggerimento del suo amico Phil Collins. Contiene influenze trip hop, che Martyn aveva sperimentato nel suo precedente album And. Kathryn Williams è presente come voce da coro in Can't Live Without e The Field of Play. L'album è stato dedicato a Rod Woolnough.
Glasgow Walker ha raggiunto la posizione numero 66 nella classifica degli album del Regno Unito.
Il Birmingham Post ha definito l'album "probabilmente l'album [di Martyn] più sicuro in un decennio, un affare commovente e sincero e che lo trova con una sua bella voce".

## Tracce
1. So Sweet – 4:50
2. Wildflower – 6:24
3. The Field of Play – 5:48
4. Cool in This Life – 4:20
5. Feel So Good – 5:20
6. Cry Me a River – 5:45
7. Mama T – 5:52
8. Can't Live Without – 4:12
9. The Cat Won't Work Tonight – 4:57
10. You Don't Know What Love Is – 5:19